# リー・ブキャナン
リー・デイヴィッド・ブキャナン（Lee David Buchanan , 2001年3月7日 - ）は、イングランド・ノッティンガムシャー州マンスフィールド出身のサッカー選手。EFLチャンピオンシップ・バーミンガム・シティFC所属。ポジションはDF。

## クラブ経歴
9歳の時にダービー・カウンティFCのユースアカデミーに入所。2019年にトップチームに昇格。8月12日のEFLカップのスカンソープ・ユナイテッドFC戦でプロデビュー。2020-21シーズンシーズンより先発に定着。2021-22シーズンもリーグ戦30試合に出場するも、クラブは破産となりEFLリーグ1 (3部リーグ)降格が決定。更にブキャナンとの契約も満了となり、2022年7月にはヴェルダー・ブレーメンとの契約が迫っていると報じられた。その後同月4日にヴェルダー・ブレーメンと契約したことが発表された。
2023年7月26日、バーミンガム・シティFCに5年契約で移籍した。

## 代表経歴
プロデビューした2019年から、各ユース世代のイングランド代表に随時招集されている。